# شهرک بستان
شهرک بستان، روستایی در دهستان آبشور بخش فورگ شهرستان داراب در استان فارس ایران است.
فاصله این روستا تا شهر داراب برابر با ۱۱۱ کیلومتر و تا شهر شیراز برابر با ۳۴۹ کیلومتر می‌باشد.

## جمعیت
بر پایه سرشماری عمومی نفوس و مسکن در سال ۱۳۹۵، جمعیت این روستا برابر با ۵۶۰ نفر (۱۶۱ خانوار) بوده است.